# Ideopsis kallatia
Ideopsis kallatia är en fjärilsart som beskrevs av Hans Fruhstorfer 1904. Ideopsis kallatia ingår i släktet Ideopsis och familjen praktfjärilar. Inga underarter finns listade i Catalogue of Life.